# Алекс Крамер
Алекс Крамер (офіційний псевдонім Євгенія Литвака) – український сучасний художник. Він є засновником напрямку портретів рептилоїдів, ілюстратором книги "Епоха слави і надії" та першої української біржі віскі "6 королів".
Алекс Крамер – український сучасний художник, який здобув широке визнання завдяки заснуванню нового напрямку в живописі – портретів рептилоїдів. Його роботи відрізняються оригінальним стилем, віртуозним володінням технікою та глибиною задуму.
Крамер здобув освіту в галузі антропометрії – науки про вимірювання людського тіла, що використовується в анатомії, ергономіці та мистецтві. Глибоке розуміння пропорцій та будови тіла стало невід'ємною частиною його творчого методу, вплинувши на формування унікального стилю.
Роботи Крамера досліджують глибинні теми буття, сенсу життя та людської ідентичності. Він використовує образи рептилоїдів як метафору для розкриття різних аспектів людської природи. Його експресивний стиль, що поєднує імpasto та яскраві кольори, підкреслює емоційну напругу та глибину думки, роблячи його роботи не лише естетично привабливими, але й провокуючими до роздумів.
Творчість Алекса Крамера здобула визнання як у мистецьких колах, так і за їх межами. Його роботи експонуються в галереях, а також публікувалися в авторитетних арт-журналах. Художник отримав численні нагороди за свою оригінальність та глибину думки.

## Ранні роки та освіта
Алекс Крамер народився 8 січня 1991 року у місті Вінниця, Україна. З раннього дитинства він виявляв хист до малювання. Його завжди захоплювали яскраві кольори та цікаві форми. У шкільні роки Алекс відвідував гуртки малювання та креслення, де його талант розкрився під керівництвом досвідченого педагога.
Алекс любив годинами сидіти за своїм столом, оточений кольоровими олівцями, фарбами та фломастерами. Він малював все, що бачив навколо: пейзажі, людей, тварин, фантастичні істоти. Його малюнки були сповнені життя та емоцій.
У 15 років Алекс вперше взяв участь у міському конкурсі юних художників і здобув перше місце. Це стало для нього значним стимулом до подальшого розвитку.
Алекс Крамер працює в різних жанрах, таких як портрет, пейзаж, анімалістика, фантастика. Його роботи відрізняються майстерним виконанням, глибиною думки та оригінальним стилем, що поєднує експресіонізм та символізм. Художник постійно шукає нові шляхи творчого самовираження, експериментує з різними техніками та матеріалами.

## Професійна освіта
2008 рік: Студент року ВФЕУ: Алекс Крамер був визнаний студентом року за активну участь у житті університету, зокрема, за організацію студентських концертів та розпис декорацій.
Отримання диплому бакалавра з відзнакою: Алекс продемонстрував високу успішність під час навчання та здобув диплом бакалавра з відзнакою.
2013 рік: Захист магістерської дисертації: Алекс успішно захистив магістерську дисертацію та здобув ступінь магістра економіки.
2014 рік: Майстер-класи: Алекс Крамер проводить майстер-класи з живопису та графіки, де ділиться своїми знаннями та досвідом з іншими художниками.

## Пошук себе та становлення як художника
Незважаючи на успішну кар'єру в економічній сфері, Алекс Крамер не полишав захоплення живописом.
Його тяга до мистецтва була щирою та непереборною. У 2015 році, після ретельного аналізу та зважування всіх факторів, він здійснив сміливий крок - остаточно присвятив себе творчості. Це рішення свідчить про його рішучість, щиру віру у власний потенціал та неабияку сміливість.
Розпочався новий етап у житті Алекса Крамера. Він активно занурився у світ мистецтва, почав брати участь у різноманітних проектах, виставках та конкурсах. Цей період став для нього часом інтенсивних пошуків та експериментів. Він досліджував різні техніки та стилі, шукаючи свій власний, унікальний голос у мистецтві.
Шлях до самоусвідомлення був непростим, але плідним. Алекс Крамер багато працював, вчився, вдосконалював свої навички. Він черпав натхнення з навколишнього світу, з творів інших художників, з власних переживань та емоцій.
З часом йому вдалося сформувати власний стиль, який вирізняється оригінальним баченням, емоційною глибиною та майстерним виконанням. Його роботи стали впізнаваними та затребуваними.
Сьогодні Алекс Крамер - художник з успішною кар'єрою, активною життєвою позицією та невичерпним джерелом натхнення. Він є прикладом для наслідування для тих, хто прагне йти за своїми мріями та реалізувати свій творчий потенціал.

## Творчість
Алекс Крамер - це сучасний художник, який постійно досліджує нові межі творчого самовираження. Його нестримна жага до експериментів з різними стилями та техніками робить його творчість багатогранною та захоплюючою.
Крамер віртуозно володіє олією, аквареллю, акрилом, а також використовує цифрові технології. Кожна з цих технік стає для нього інструментом для дослідження нових тем та ідей.
Найвідомішим здобутком Крамера стало заснування нового напрямку в живописі - портретів рептилоїдів. Ці неординарні роботи, що зображують людей з рисами рептилій, здобули широке визнання та стали візитівкою художника.
Окрім портретів, Крамер з неабияким талантом створює пейзажі, натюрморти та абстрактні композиції. Його роботи відрізняються оригінальним стилем, майстерним володінням технікою та глибиною задуму.

## Антропометрія: Вплив на творчість Алекса Крамера
Алекс Крамер протягом багатьох років виявляє глибокий інтерес до антропометрії, науки про вимірювання людського тіла. Його самостійне вивчення цієї дисципліни, що включало читання спеціалізованої літератури, відвідування лекцій та семінарів, свідчить про його невтомне прагнення до саморозвитку та вдосконалення власного художнього бачення.
Глибоке розуміння пропорцій:
Завдяки знанням антропометрії, художник здобув ґрунтовне розуміння пропорцій людського тіла. Це знання дало йому змогу зображувати людей на своїх картинах з максимальною анатомічною точністю, уникаючи спотворень та диспропорцій.
Майстерне володіння композицією:
Антропометрія дала Крамеру чітке уявлення про те, як розмістити фігури людей на полотні, щоб досягти динамічної та гармонійної композиції. Він використовує знання про пропорції та співвідношення, щоб створити відчуття балансу та візуальної єдності в своїх творах.
Реалістичне зображення людської анатомії:
Глибоке розуміння анатомії, яке Крамер здобув завдяки вивченню антропометрії, дозволяє йому зображувати людське тіло з неймовірною деталізацією та реалізмом. Його роботи вражають точністю м'язових форм, складок шкіри та інших анатомічних деталей.
Розширення художніх можливостей:
Антропометрія дала Крамеру нові інструменти та можливості для творчого самовираження. Він використовує знання про пропорції та анатомію для створення експресивних поз, динамічних ракурсів та складних композицій, що робить його роботи ще більш виразними та емоційними.
Науковий підхід до творчості:
Використання антропометрії свідчить про прагнення Крамера до наукового підходу до творчості. Він не лише спирається на інтуїцію та натхнення, але й використовує знання та дослідження, щоб підкреслити реалістичність та витонченість своїх творів.
Антропометрія стала невід'ємною частиною творчого процесу Алекса Крамера. Завдяки цій науці він здобув глибоке розуміння пропорцій, анатомії та композиції, що дозволило йому значно розширити свої художні можливості та створити по-справжньому унікальні та витончені твори.

## Impasto: Вплив на творчість Алекса Крамера
Техніка імpasto відіграє ключову роль у творчості Крамера. Вона дозволяє йому створити відчуття тривимірності й тактильності на своїх картинах. Товсті мазки фарби також допомагають йому передати емоційний стан своїх персонажів. Крамер вважає, що імpasto - це ідеальна техніка для портретів. Вона дозволяє йому зосередитися на найдрібніших деталях обличчя й передати всю гаму людських емоцій.

## Alla prima: Вплив на творчість Алекса Крамера
Алла прима — техніка живопису, при якій картину створюють за один сеанс без шарування. У світі мистецтва ця техніка відома також як «в мокрий спосіб» або «прямо на перший раз». Алекс Крамер, відомий своїми неперевершеними портретами рептилоїдів, використовує техніку Алла прима для створення своїх унікальних творінь. Ця техніка дозволяє йому зафіксувати динамічність форми та виразність виразу обличчя своїх неземних моделей. Процес створення картини методом Алла прима вимагає швидкості, впевненості руки та точності кольорового спектру. Художник має лише один шанс, щоб зафіксувати свої враження та передати їх на полотно. Техніка Алла прима відіграє важливу роль у творчому процесі художника портретиста рептилоїдів Алекса Крамера. Вона дозволяє йому надати своїм роботам виразності та динамічності, що робить його творчість унікальною та захопливою для глядачів.

## Саєнтологія та іудаїзм: Вплив на творчість Алекса Крамера
Хоча саєнтологія та іудаїзм мають суттєві відмінності, Крамер   знаходить у них спільні риси, пов'язані з прагненням до духовного просвітлення та особистого розвитку. Ці теми стають лейтмотивами його картин, де художник досліджує глибинні питання буття, сенсу життя та людської ідентичності.
Крамер не обмежується суто релігійною тематикою. Він використовує свої твори для висвітлення актуальних соціальних та політичних проблем, виступаючи за соціальну справедливість. Його експресивний стиль, що поєднує імpasto та яскраві кольори, підкреслює емоційну напругу та глибину думки, роблячи його роботи не лише естетично привабливими, але й провокуючими до роздумів.
Вивчення саєнтології та іудаїзму стало невід'ємною частиною творчого шляху Алекса Крамера. Ці релігії не лише збагатили його духовний світ, але й надали йому джерело натхнення для створення картин, що змушують глядачів задуматися над вічними питаннями буття.
Крамер також використовує свої картини, щоб висвітлити соціальні та політичні проблеми. Він є активним прихильником соціальної справедливості й часто використовує свою творчість, щоб закликати до змін.

## Техніка та стиль
Алекс Крамер володіє широким спектром живописних технік, надаючи перевагу олійному живопису.
Він цінує олію за багатство кольорів, глибину та можливість створювати складні фактури.
Його стиль характеризується чіткою композицією, детальною проробкою та майстерним володінням світлом і тінню.
Роботи Алекса Крамера відрізняються експресивністю, емоційністю та глибиною задуму.

## Тематика та сюжети
Центральною темою творчості Алекса Крамера є "фантастичні персонажі-рептилоїди, люди ящіри".
Він зображує рептилоїдів у різних ситуаціях, завжди глибоко розуміючи їх психологію та емоції.
Його цікавлять теми людської природи, добра і зла, життя і смерті.
Поряд з портретами, Алекс Крамер створює пейзажі, натюрморти та абстрактні композиції.
У своїх пейзажах він прагне передати красу та велич природи чи архітектури, а в абстрактних композиціях – виразити свої внутрішні переживання та думки.

## Заснування нового жанру
2017 року Алекс Крамер створює перші портрети рептилоїдів, які згодом стають його візитівкою. Цей новий жанр живопису, що поєднує в собі елементи реалізму, фентезі та символізму, здобув широке визнання як в Україні, так і за кордоном.
Портрети рептилоїдів Алекса Крамера – це не просто зображення людей з рисами рептилій. Це багатошарові твори, які змушують глядача задуматися над вічними питаннями буття.
Художник досліджує темні та світлі сторони людської природи, показуючи, що в кожному з нас є тваринний початок.
Портрети рептилоїдів нагадують про те, що ми є частиною природи і не повинні втрачати зв'язок з тваринним світом. Крамер розмірковує про те, куди веде нас еволюція, і яким буде майбутнє людства.
Роботи Алекса Крамера змушують глядача задуматися над сенсом життя, місцем людини у Всесвіті, над еволюцією та майбутнім людства. Його картини не дають однозначних відповідей, але вони відкривають простір для роздумів і самопізнання.

## Філософія та світогляд
Творчість Алекса Крамера пронизана глибокими філософськими роздумами про життя, людину та Всесвіт.
Він вірить у силу мистецтва змінювати світ на краще.
Його роботи змушують глядача задуматися над вічними питаннями буття, над сенсом життя та місцем людини у Всесвіті.
Алекс Крамер – художник, який не боїться порушувати гострі теми та кидати виклик суспільству.

## Вплив на сучасне мистецтво
Творчість Алекса Крамера мала значний вплив на розвиток сучасного українського та світового мистецтва.
Він є одним із найвідоміших українських художників нашого часу.
Його роботи експонуються в кращих галереях світу, а його ім'я знайоме любителям мистецтва з різних країн.
Алекс Крамер – новатор, який прокладає нові шляхи в розвитку живопису.

## Майбутні плани
Алекс Крамер постійно знаходиться у творчому пошуку, експериментуючи з новими техніками та стилями.
Він планує й надалі розвивати свою власну манеру живопису та досліджувати нові теми.
Алекс Крамер – художник, який має великий творчий потенціал і чиї роботи ще не раз здивують та захоплять світ.

## Інша діяльність
Ілюстратор: Алекс Крамер не лише талановитий художник, але й ілюстратор "Епохи слави і надії". Він співпрацював з різними видавництвами, створюючи ілюстрації до книг, журналів та календарів.
Співзасновник: Алекс Крамер також є співзасновником першої української біржі віскі "6 королів". Цей проект поєднує його любов до мистецтва та підприємництва.
Педагог: Алекс Крамер регулярно проводить майстер-класи з живопису та графіки для людей різного віку та рівня підготовки. Він ділиться своїми знаннями та досвідом, допомагаючи іншим розвивати свої творчі здібності.
Лектор: Алекс Крамер виступає з лекціями про сучасне мистецтво, творчість та саморозвиток. Він ділиться своїми думками та ідеями з аудиторією, надихаючи людей на нові звершення.
Благодійність: Алекс Крамер бере активну участь у благодійних проектах. Він співпрацює з різними фондами, допомагаючи нужденним.
Алекс Крамер є прикладом для наслідування для молодих художників. Він показує, що завдяки таланту, працьовитості та цілеспрямованості можна досягти успіху в будь-якій справі. Його досвід та знання надихають нове покоління митців на творчі пошуки та експерименти.

## Вплив та спадщина
Творчість Алекса Крамера має значний вплив на розвиток українського сучасного мистецтва.
Алекс Крамер вдихнув нове життя в жанр портрета, використовуючи оригінальні образи та експресивну манеру письма.
Його портрети рептилоїдів, що зображують людей з очима рептилій, стали візитівкою його творчості та здобули широке визнання.
Ці роботи змушують глядачів замислитися над сутністю людської природи.
Алекс Крамер – самобутній художник, який збагатив українське мистецтво своїми оригінальними творами.
Його досвід та знання надихають нове покоління митців на творчі пошуки та експерименти.
Творчість Алекса Крамера – це невід'ємна частина українського культурного простору.
Його оригінальні роботи, що поєднують в собі експресіонізм, символізм та глибину думки, збагачують українське мистецтво та роблять його більш відомим на міжнародній арені

## картина «Рептилоїд 060»
Назва: "Рептилоїд 060"
Автор: Алекс Крамер
Рік: 2020
Техніка: Олія на полотні
Розмір: 600 х 800 мм
Вартість: 57.600 грн (станом на 2022рік)
Місцезнаходження: Пархомівський історико-художній музей ім. П.Ф. Луньова.
Опис:
"Картина художника Алекса Крамера зафіксована моментом, де рептилоїд, з виразною фізіономією, тримає високий червоний зонт, який створює контраст з оточуючим середовищем. Він стоїть уявно перед вуличним фонтаном, який додає глибини та атмосферності до сцени. Біля нього розташована будівля колоніального стилю, що створює відчуття історичної атмосфери. Рептилоїд може виглядати як позуючий модель для художника, з виразом очікування чи загадковості на обличчі.
Стиль:
Стиль картини можна охарактеризувати як експресіонізм. Крамер використовує насичені, контрастні кольори та динамічні, різкі мазки, щоб створити відчуття емоційної напруги та дискомфорту.
Новини:
Український боксер-професіонал, чемпіон світу, Європи та інтерконтинентальний чемпіон за різними версіями Роман Олександрович Головащенко подарував картину «Рептилоїд 060» художника Алекса Крамера (Євгеній Литвак) вартістю 57.600 грн до Пархомівського художнього музею ім. П.Ф. Луньова.

## картина  "Рептилоїд 045"
Назва: "Рептилоїд 045"
Автор: Алекс Крамер
Рік: 2019
Техніка: Олія на полотні
Розмір: 600 х 800 мм
Вартість: 66.830 грн (станом на 2022рік)
Місцезнаходження: Хмельницький обласний художній музей.
Опис:
На картині художника Алекса Крамера зображений рептилоїд у сучасному одязі, що розмовляє по телефону. Він тримає електросамокат у руках, що надає йому зовнішньої динамічності. Перед ним видно будівлю в колоніальному стилі, навколо якої можливо відчувається відтінок історичної та сучасної суперечності. Рептилоїд може навіть навмисно позувати для художника, створюючи загадковий та цікавий образ, який зацікавить глядача і заохочить до роздумів.
Стиль:
На його картині ви побачите рептилоїда в сучасному одязі, що розмовляє по телефону, що створює цікавий контраст між містичним і технологічним. Він тримає в руках електросамокат, що вказує на прогресивність та сучасність образу. Колоніальна будівля у фоні додає дотик історії до цього сучасного сюжету, створюючи інтригуючий зіткнення епох. Художник зберігає реалістичність у деталях, та в той же час додає фантастичні елементи, які роблять його творіння неповторними та запам'ятовуючими.
Новини:
Найвідоміший вінницький хореограф, а в минулому багатократний чемпіон з хіп-хопу, засновник однієї з кращих танцювальних студій Вінниці "3 зет”, хореограф збірної "Полтава-Комсомольск" в мега-шоу "Майданс. Другий сезон" і танцюрист Іван “Джоз” Дунаєвський подарував картину "Рептилоїд 045" художника Алекса Крамера (Євгеній Литвак) вартістю 66.830 грн у Хмельницький обласний художній музей.

## картина  "Рептилоїд 022"
Назва: "Рептилоїд 022"
Автор: Алекс Крамер
Рік: 2020
Техніка: Олія на полотні
Розмір: 600 х 800 мм
Вартість: 76.377 грн (станом на 2022рік)
Місцезнаходження: Вінницький обласний художній музей
Опис:
На картині художника Алекса Крамера зображений рептилоїд у сучасному одязі, який одягнутий у білу сорочку. Він представлений у портретній позі, знаходячись перед чорним фоном, ніби позує для художника. Рептилоїд може мати виразні риси лиця, характерні для його виду, і водночас виражати людські емоції або міміку. Ця картина може вражати глядачів своєю загадковістю та амбівалентністю образу, що поєднує в собі елементи фантазії та реальності.
Стиль:
Стиль картини художника Алекса Крамера можна описати як сучасний реалізм з елементами фантазії. Зображення рептилоїда деталізоване, з чіткими рисами обличчя, текстурою шкіри та одягу. Поєднання реалістичного зображення рептилоїда з сучасним одягом створює атмосферу фантастичного світу. Рептилоїд може символізувати різні речі, такі як таємничість, силу, небезпеку, або ж інтелект. Картина схожа на класичний портрет, де рептилоїд ніби позує для художника.
Новини:
Відомий український боксер-професіонал, що виступав в напівважкій ваговій категорії, колишній інтерконтинентальний чемпіон по версіях WBA і WBO, член журі талант-шоу "Україна має талант", тренер проекту "Зважені та щасливі", В'ячеслав Узелков подарував картину "Рептилоїд 022" художника Алекса Крамера (Євгеній Литвак) вартістю 76.377 грн до Вінницького обласного художнього музею.

## картина "Рептилоїд 072"
Назва: "Рептилоїд 072"
Автор: Алекс Крамер
Рік: 2019
Техніка: Олія на полотні
Розмір: 600 х 800 мм
Вартість: 85.924 грн (станом на 2022рік)
Місцезнаходження: Вінницька дитяча художня школа
Опис:
Картина зображує портрет рептилоїда на чорному фоні. Його обличчя деталізоване, з чіткими рисами обличчя, текстурою шкіри та лускою. Його смарагдово-зелена шкіра, вкрита вишуканою мозаїкою з коричневих та сірих плям, сяє прихованим сяйвом. Очі, немов два сяючих топази, пронизують глядача своїм проникливим поглядом.
Стиль:
Зображення рептилоїда вражає своєю деталізацією. Кожна лусочка на його шкірі, кожна складочка на одязі вимальовані з неймовірною точністю. Образ рептилоїда, втілений у портретному стилі, розширює межі реального світу, переносячи глядача у вигаданий простір, де фантастика переплітається з буденністю. Фігура рептилоїда може нести в собі багатий символічний зміст, уособлюючи мудрість, силу, велич або ж таємничість невідомого. Картина побудована за класичними канонами портретного жанру.
Новини:
Багатократний призер та переможець національних та регіональних турнірів з практичної стрільби, Ігор Бондар подарував картину "Рептилоїд 072" художника Алекса Крамера (Євгеній Литвак) вартістю 85.924 грн до Вінницької дитячої художньої школи.

## картина "Рептилоїд 006"
Назва: "Рептилоїд 006"
Автор: Алекс Крамер
Рік: 2019
Техніка: Олія на полотні
Розмір: 600 х 800 мм
Вартість: 100.245 грн (станом на 2022рік)
Місцезнаходження: Національний музей-садиба М.І. Пирогова
Опис:
На цій картині зображено портрет рептилоїда в жіночій подобі. Істота сидить на лавці, одягнена в сучасний одяг. Істота сидить на лавці, трохи нахиливши голову вбік, що надає портрету динамічності та задумливості. За її спиною видніється велична будівля в колоніальному стилі. Шкірний покрив рептилоїда має зеленуватий відтінок з вираженою лускатою текстурою, що підкреслює її неземну природу. Детально промальовані очі з вертикальними зіницями, що надають образу таємничості та глибини.
Вилиці та підборіддя чітко окреслені, підкреслюючи силу та вольовий характер істоти.
Стиль:
Переважають зелені та коричневі відтінки, які гармонійно підкреслюють рептилоїдну природу істоти. Додаткові кольори, такі як охристі, сірі, або золотисті, можуть бути присутні для додання глибини та деталізації. Картина викликає діапазон емоцій, від цікавості та занепокоєння до задумливості та містичного очікування. Образ рептилоїда має множинну інтерпретацію. Може символізувати таємничу, невідому істоту, або прихований аспект людської природи. Зелений та коричневий відтінки кольорів, що підкреслюють рептилоїдну природу істоти. Очі з вертикальними зіницями, що надають образу таємничості. Велична будівля на фоні, як символ могутності та таємниці.
Новини:
Професор Вінницького національного медичного університету, доктор медичних наук, медичний директор, анестезіолог, Дмитро Дмитрієв вирішив подарувати картину "Рептилоїд 006" художника Алекса Крамера (Євгеній Литвак) вартістю 100.245 грн до Національного музею-садиби М. І. Пирогова (м. Вінниця).

## картина "Рептилоїд 039"
Назва: "Рептилоїд 039"
Автор: Алекс Крамер
Рік: 2020
Техніка: Олія на полотні
Розмір: 600 х 800 мм
Вартість: 120.818 грн (станом на 2022рік)
Місцезнаходження: Приватна колекція художника
Опис:
На картині зображено рептилоїда в жіночій подобі. Істота присіла біля пишного куща червоних квітів. Її шкіра має зеленуватий відтінок з вираженою лускатою текстурою, що підкреслює її неземну природу. Детально промальовані очі з вертикальними зіницями, що надають образу таємничості та глибини. Рептилоїд одягнена в сучасний одяг, який підкреслює її жіночність та елегантність. На ній чорна майка з U-подібним вирізом та блакитні штани, що підкреслюють струнку фігуру. Істота присіла біля квітів, трохи нахиливши голову вбік, що надає портрету динамічності та задумливості. За спиною рептилоїда видніється велична будівля в колоніальному стилі з червоної цегли. Деталізація архітектурних елементів підкреслює історичний контекст та велич оточення.
Стиль:
Алекс Крамер використовує майстерну техніку олійного живопису, щоб досягти деталізації та реалістичності. Він використовує світлотінь, щоб створити об'єм та глибину, а також чітко промальовує текстуру шкіри, одягу та фону. Переважають зелені та коричневі відтінки, які гармонійно підкреслюють рептилоїдну природу істоти. Червоні квіти на передньому плані створюють контраст та додають композиції динамічності. Картина викликає діапазон емоцій, від цікавості та занепокоєння до задумливості та містичного очікування. Настрій залежить від деталей зображення, майстерності автора та особистого сприйняття глядача. "Портрет рептилоїда" - це майстерно виконаний твір, який поєднує в собі елементи фантастики та реалізму. Картина змушує глядача задуматися над природою реальності, таємницею світобудови та місцем людини в ньому.

## картина "Рептилоїд 016"
Назва: "Рептилоїд 016"
Автор: Алекс Крамер
Рік: 2019
Техніка: Олія на полотні
Розмір: 600 х 800 мм
Вартість: 141.064 грн (станом на 2022рік)
Місцезнаходження: Приватна колекція художника
Опис:
На цій картині зображено портрет рептилоїда в жіночій подобі. Істота одягнена в сучасний одяг – білу куртку та блакитні джинси. Вона тримає на повідку маленьку чорну собачку. За спиною рептилоїда видніється монументальна будівля в колоніальному стилі. Цей одяг підкреслює її жіночність та елегантність. За спиною рептилоїда зображена монументальна будівля в колоніальному стилі.
Деталізація архітектурних елементів підкреслює історичний контекст та велич оточення. Будівля може бути старовинним особняком, урядовою будівлею або будь-якою іншою спорудою, що доповнює атмосферу картини.
Стиль:
Стиль картини "Портрет рептилоїда" можна охарактеризувати як фантастичний реалізм. Переважають зелені та коричневі відтінки, які гармонійно підкреслюють рептилоїдну природу істоти. Додаткові кольори, такі як білий, блакитний, чорний, сірий, або золотисті, можуть бути присутні для додання глибини та деталізації. Маленька чорна собака на повідку може символізувати зв'язок рептилоїда з людським світом.
Вона також може бути просто компаньйоном або домашнім улюбленцем. Картина викликає діапазон емоцій, від цікавості та занепокоєння до задумливості та містичного очікування.

## картина "Рептилоїд 040"
Назва: "Рептилоїд 040"
Автор: Алекс Крамер
Рік: 2020
Техніка: Олія на полотні
Розмір: 600 х 800 мм
Вартість: 160.170 грн (станом на 2022рік)
Місцезнаходження: Приватна колекція художника
Опис:
На картині зображений портрет рептилоїда, який привертає увагу своєю зеленою шкірою та вертикальними зіницями. Він розташований у центрі полотна і виглядає, ніби позує для художника, що надає роботі загадковості та динамізму. Художник вдало використовує контраст між яскравими кольорами рептилоїда та глибоким чорним фоном, створюючи враження таємничості та таємничості. Зелена шкіра створює враження природності, а вертикальні зіниці додають персонажу загадковості і наводять на думку про його загадковий характер.В цілому, картина залишає враження таємничості та загадковості, привертаючи увагу глядача своєю незвичайністю та оригінальністю.
Стиль:
Ця картина, виконана в техніці олії на полотні, вражає своєю неповторною атмосферою та виразністю деталей. Створена з використанням майстерної гри світлотіні та контрастів, вона захоплює глядача своєю загадковістю та таємничістю. У центрі уваги - портрет рептилоїда, чия зелена шкіра та вертикальні зіниці створюють враження неймовірної загадковості. Позафоновий простір відведено на користь центральної фігури, яка, здавалося б, виходить із темряви. Чорний фон створює відчуття глибини та містичності, підкреслюючи таємничість образу рептилоїда. Він стоїть перед глядачем майже непорушно, неначе позуючи для художника, заглиблений у власні думки та емоції. Крім того, мистецтво деталізації в цій картині вражає. Кожна складова образу ретельно відтворена, що дозволяє сприйняти кожен елемент зображення. Відмінно збалансовані та впевнені мазки олійних фарб додають картині реалізму та живості, роблячи її надзвичайно виразною та запам'ятовуваною.

## картина "Рептилоїд 013"
Назва: "Рептилоїд 013"
Автор: Алекс Крамер
Рік: 2020
Техніка: Олія на полотні
Розмір: 600 х 800 мм
Вартість: 180.930 грн (станом на 2022рік)
Місцезнаходження: Приватна колекція художника
Опис:
На полотні, виконаному олійними фарбами, відтворено портрет рептилоїда, який привертає увагу своєю незвичайною зовнішністю. Зелена шкіра та вертикальні зіниці створюють враження загадковості та таємничості. Портрет носить ознаки сучасності, зображений у піджаку та метелику, що додає контрасту між його істотністю та вибором одягу. Чоловічий образ на картині вражає своєю виразністю та грацією. Рептилоїд ніби позує перед художником, зберігаючи момент відліку часу і надаючи своєму існуванню певну театральність. Вираз його обличчя може викликати в глядачів різні емоції, від цікавості до здивування чи навіть тривоги. Чорний фон, що оточує портрет, підкреслює загадковість та таємничість цього образу. Він відокремлює рептилоїда від буденності, створюючи відчуття заглиблення у світ його існування, де правляють таємниця та невідомість.
Стиль:
Картина виконана у техніці олії на полотні, що надає їй багатий текстурний ефект та насиченість кольорів. Художник використовує яскраві зелені відтінки для передачі шкіри рептилоїда, створюючи враження реалістичності та загадковості. Вертикальні зіниці підкреслюють загадковість та незвичайність цього образу. На першому плані увагу залучає портрет чоловіка, який одягнутий у сучасний піджак та метелик, що створює контраст між його зовнішнім виглядом і неординарною сутністю рептилоїда. Він позує перед глядачем, як істота з іншого світу, що додає картині таємничості та філософських підтекстів. Чорний фон створює атмосферу загадковості та таємниці, підкреслюючи незвичайність образу рептилоїда та його контраст зі світом, що оточує. Він викликає почуття таємниці та інтриги, залишаючи глядача з багатьма питаннями та роздумами.

## картина "Рептилоїд 033"
Назва: "Рептилоїд 033"
Автор: Алекс Крамер
Рік: 2019
Техніка: Олія на полотні
Розмір: 600 х 800 мм
Вартість: 203.546 грн (станом на 2022рік)
Місцезнаходження: Приватна колекція художника
Опис:
На полотні, використаному для цієї роботи, мистець використовував техніку олійного малювання, що дозволяє створювати насичені та глибокі кольори. Головним елементом на картині є портрет рептилоїда, який вражає своєю неординарністю. Зелена шкіра та вертикальні зіниці рептилоїда створюють враження містичності та непізнанності. Він втілюється в образі чоловіка, який, схоже, позує перед художником, готовий розкрити свої таємниці та історії. Чорний фон, на якому розташований портрет, створює контраст та підкреслює загадковість образу. В цілому, ця картина запрошує глядача зануритися у світ фантазії та загадки, дозволяючи кожному інтерпретувати її зі свого власного бачення.
Стиль:
Художня творчість у цій картині відтворюється в техніці олійного малювання, що надає зображенню багатогранності та насиченості кольорів. Використання полотна як основи дозволяє художнику вільно виражати свої ідеї та вміння. Центральним елементом композиції є портрет рептилоїда, що створює загадкову атмосферу та привертає увагу глядача. Характерні риси створюють ефект реалізму та глибини образу, дозволяючи сприймати його як живий об'єкт. Фоновий елемент у вигляді чорного тла акцентує увагу на самому портреті, підсилюючи його виразність та загадковість. Це створює контраст та додає драматизму до зображення, зберігаючи одночасно загадковий характер образу.

## картина "Рептилоїд 004"
Назва: "Рептилоїд 004"
Автор: Алекс Крамер
Рік: 2019
Техніка: Олія на полотні
Розмір: 600 х 800 мм
Вартість: 223.906 грн (станом на 2022рік)
Місцезнаходження: Приватна колекція художника
Опис:
На полотні, використаному для цієї роботи, використано техніку масляного живопису, що надає картині глибину та насиченість кольорів. У центрі уваги - портрет дивовижного рептилоїда, його зелена шкіра та вражаючі вертикальні зіниці переповнені загадковістю. Художник вдало передав виразні риси чоловічого обличчя рептилоїда, який, здавалося б, занурений у свої внутрішні думки. Зображений образ виглядає надзвичайно реалістичним, з кожним деталем ретельно промальованим, що створює ілюзію присутності. Чорний фон, що оточує портрет, створює контраст та виділяє образ рептилоїда, надаючи йому містичної аурою. Створення цієї картини може викликати у глядача багато питань та захоплення, викликаючи бажання поглибитися у внутрішній світ цього таємничого персонажа.
Стиль:
Картина виконана олійними фарбами на полотні, що надає їй насиченість кольорів та текстурну глибину. У центрі полотна видно портрет рептилоїда з виразно зеленою шкірою та вертикальними зіницями, що створює загадкову атмосферу. Відкритий рот та видимі білі зуби додають образу реалізму та живості. Виразна поза рептилоїда, як будь-то він позує для художника, створює враження, ніби він звертається до глядача, змушуючи його сприймати та аналізувати його образ. Такий спосіб втілення образу надає картині додатковий шар значень та дозволяє глядачеві відчути зв'язок із зображеним об'єктом. Чорний фон, на якому розташований портрет, створює контраст та фокусує увагу глядача на головному об'єкті. Це допомагає підкреслити містичність та загадковість образу, роблячи картину запам'ятовуваною та вражаючою.

## картина "Рептилоїд 008"
Назва: "Рептилоїд 008"
Автор: Алекс Крамер
Рік: 2020
Техніка: Олія на полотні
Розмір: 600 х 800 мм
Вартість: 238.515 грн (станом на 2022рік)
Місцезнаходження: Приватна колекція художника
Опис:
Перед вами картина, створена олійними фарбами на полотні. Центральним об'єктом є портрет рептилоїда, відображеного з великим мистецьким вмінням. Його зелена шкіра і вертикальні зіниці створюють загадкову ауру навколо образу. Чоловічий портрет, якісно зображений, здійснює позу перед художником, майстерно втілюючи в собі іронію і надзвичайну глибину. Експресія його обличчя передає внутрішні переживання, які можуть залишити глядача в задумі і викликати різні емоції. Концентрація уваги на портреті рептилоїда привертає до нього увагу, підкреслюючи таємничість і містику цього образу. Чорний фон створює контраст, підсилюючи враження від зображення і дозволяючи об'єкту виступати в центрі уваги.
Стиль:
Ця картина виконана технікою олії на полотні, що надає їй глибину і насиченість кольорів. Художник утворює образ рептилоїда з докладними деталями, включаючи його зелену шкіру та характерні вертикальні зіниці. Картина зафіксована на моменті, коли рептилоїд позує для художника. Він одягнутий у темний піджак у білу полоску, який контрастує з його зеленою шкірою, білу сорочку та чорну краватку. Цей образ створює враження серйозності та загадковості. Задній план картини темний і недеталізований, підкреслюючи контраст між фігурою рептилоїда та його оточенням. Через відсутність деталей у фоні увага глядача зосереджується на самій фігурі та її характеристиках.

## картина "Рептилоїд 017"
Назва: "Рептилоїд 017"
Автор: Алекс Крамер
Рік: 2020
Техніка: Олія на полотні
Розмір: 600 х 800 мм
Вартість: 261.664 грн (станом на 2022рік)
Місцезнаходження: Приватна колекція художника
Опис:
Перед вами картина виконана олійними фарбами на полотні. У центрі картини виразно виблискує портрет рептилоїда. Його зелена шкіра та вертикальні зіниці надають йому загадковості і таємничості. Незвичайний образ, який здійснює враження, ніби він стоїть перед художником, чекаючи на відтворення своєї унікальності. Фон картиною підкреслює драматичність портрету. Чорний колір створює відчуття загадковості та містики, поглинаючи увагу глядача і керуючи його увагу виключно на образ рептилоїда. Він виглядає як гіпнотична фігура, що знаходиться у центрі уваги, захоплюючи погляд своєю загадковістю та чудернацькістю. Художник вдало передає атмосферу та особливості образу, надаючи йому реалістичність та водночас фантастичність. Кожен детально пророблений елемент сприймається з особливою увагою, залучаючи глядача до вивчення кожного шару історії, яка може ховатися за цим загадковим портретом.
Стиль:
Створена в техніці олії на полотні, ця картина привертає увагу своєю загадковістю та нестандартністю. Видатна особливість - портрет рептилоїда, чиї зелена шкіра та вертикальні зіниці надають йому загадкового чару. Він розташований у центрі полотна, виділяючись на чорному фоні, що підкреслює його загадковість і таємничість. Чоловічий образ, який зображений на картині, вражає своєю міфічністю та містичністю. Портрет виконаний з великою увагою до деталей, що підкреслює професійність художника. Він ніби позує для художника, а його погляд наповнений загадкою, яка залишає глядача з відчуттям невизначеності та інтриги. Загальний ефект картини створює атмосферу таємниці та магії, яка притягує увагу глядача та залишає його з бажанням досліджувати кожну деталь. Чорний фон допомагає виділити головний об'єкт, підкреслюючи його важливість і створюючи концентрацію уваги на ньому.

## Критика та оцінка творчості
Творчість Алекса Крамера здобула широке визнання як в Україні, так і за кордоном. Його роботи відзначаються оригінальним стилем, майстерним володінням технікою та глибиною задуму. Деякі критики вважають, що його портрети рептилоїдів є ексцентричними та провокативними, адже вони зображують цих істот у незвичному контексті, наділяючи їх людськими емоціями та думками. Проте інші визнають їх як новаторський внесок у сучасне мистецтво, адже вони кидають виклик традиційним уявленням про красу та змушують глядача задуматися над складними питаннями.

## Відгуки про творчість
"Талановитий художник з великим творчим потенціалом."
"Картини зачаровують глибиною думки та оригінальністю."
"Один з найцікавіших сучасних художників."
«Алекс Крамер – самобутній художник, який збагатив українське та світове мистецтво своїми оригінальними творами. Його роботи – це не просто красиві картини, а й глибокі філософські роздуми про життя, людину та Всесвіт».